# Intervention (canción de Arcade Fire)
«Intervention» (en español: «Intervención») es una canción de la banda de indie rock canadiense Arcade Fire. Es el tercer sencillo del segundo álbum de la banda, Neon Bible. El sencillo fue lanzado a los minoristas digitales el 28 de diciembre de 2006, y fue lanzado como un vinilo de 7" en Reino Unido en la virtud de Rough Trade Records el 21 de mayo de 2007. En Estados Unidos, que fue lanzado el 10 de julio de 2007, en virtud de Merge Records. En el lado B del vinilo incluye un cover de otra canción de Neon Bible, «Ocean of Noise», interpretado por Calexico.
La canción fue puesta en el número 271 en "500 mejores canciones de la década de 2000" según Pitchfork Media.

## Presentaciones en vivo
Arcade Fire interpretó «Intervention» en Saturday Night Live el 24 de febrero de 2007.

## Lista de canciones
1. «Intervention» – 4:17
2. «Ocean of Noise» – 4:54 (interpretado por Calexico)